# Otus
Otus es un género de aves rapaces nocturnas de la familia Strigidae conocidas habitualmente como autillos o tecolotes.

## Especies
Se reconocen las siguientes especies:
| - Otus alfredi (Hartert, 1897) – autillo de Flores; - Otus alius Rasmussen, 1998 – autillo de Nicobar; - Otus angelinae (Finsch, 1912) – autillo de Java; - Otus balli (Hume, 1873) – autillo de Andamán; - Otus bakkamoena Pennant, 1769 – autillo indio; - Otus beccarii (Salvadori, 1876) – autillo de Biak; - Otus bikegila Melo et al., 2022 – autillo de Isla Príncipe; - Otus brookii (Sharpe, 1892) – autillo rajá; - Otus brucei (Hume, 1872) – autillo persa; - Otus capnodes (Gurney, 1889) – autillo de Anjouan; - Otus collari Lambert & Rasmussen, 1998 – autillo de la Sangihe; - Otus cyprius (Madarász, 1901) – autillo de Chipre; - Otus elegans (Cassin, 1852) – autillo elegante; - Otus enganensis Riley, 1927 – autillo de la Enggano; - Otus everetti (Tweeddale, 1879) – autillo orejudo de Mindanao; - Otus fuliginosus (Sharpe, 1888) – autillo de Palawan; - Otus gurneyi (Tweeddale, 1879) – búho de Mindanao; - Otus hartlaubi (Giebel, 1872) – autillo de Santo Tomé. - Otus icterorhynchus (Shelley, 1873) – autillo piquigualdo; - Otus insularis (Tristram, 1880) – autillo de Seychelles; - Otus ireneae Ripley, 1966 – autillo de Sokoke; - Otus jolandae Sangster, King, Verbelen & Trainor, 2013 – autillo de Rinjani; - Otus lempiji (Horsfield, 1821) – autillo de la Sonda; - Otus lettia (Hodgson, 1836) – autillo chino; - Otus longicornis (Ogilvie-Grant, 1894) – autillo de Luzón; - Otus madagascariensis (Grandidier, A, 1867) – autillo de Madagascar; - Otus magicus (Müller, S, 1841) – autillo moluqueño; | - Otus mantananensis (Sharpe, 1892) – autillo de la Mantanani; - Otus manadensis (Quoy & Gaimard, 1832) – autillo de Célebes; - Otus mayottensis Benson, 1960 – autillo de Mayotte; - Otus megalotis (Walden, 1875) – autillo orejudo de Luzón; - Otus mentawi Chasen & Kloss, 1926 – autillo de las Mentawai; - Otus mindorensis (Whitehead, J, 1899) – autillo de Mindoro; - Otus mirus Ripley & Rabor, 1968 – autillo de Mindanao; - Otus moheliensis Lafontaine & Moulaert, 1998 – autillo de Moheli; - Otus nigrorum Rand, 1950 – autillo orejudo de Negros; - Otus pamelae Bates 1937 – autillo árabe; - Otus pauliani Benson, 1960 – autillo de las Comores; - Otus pembaensis Pakenham, 1937 – autillo de Pemba; - Otus rufescens (Horsfield, 1821) – autillo rojizo; - Otus rutilus (Pucheran, 1849) – autillo malgache; - Otus sagittatus (Cassin, 1849) – autillo frentiblanco; - Otus scops (Linnaeus, 1758) – autillo europeo; - Otus semitorques Temminck & Schlegel, 1844 – autillo japonés; - Otus senegalensis (Swainson, 1837) – autillo africano; - Otus siaoensis (Schlegel, 1873) – autillo de Siau; - Otus silvicola (Wallace, 1864) – autillo de Wallace; - Otus socotranus (Ogilvie-Grant & Forbes, HO, 1899) – autillo de Socotora; - Otus spilocephalus (Blyth, 1846) – autillo montano; - Otus sulaensis (Hartert, 1898) – autillo de Sula; - Otus sunia (Hodgson, 1836) – autillo oriental; - Otus thilohoffmanni Warakagoda & Rasmussen, 2004 – autillo de Thilo Hoffmann; - Otus umbra (Richmond, 1903) – autillo de la Simeulue; |

Además, se han encontrado especies hoy extintas, como el autillo de Madeira (O. mauli) o el de las Azores (O. frutuosoi).